# Cecilia Alemani
Pour les articles homonymes, voir Alemani.
Cecilia Alemani, née à Milan en 1977, est une conservatrice et commissaire d'exposition italienne. Elle a commencé sa carrière en travaillant pour des institutions artistiques internationales, notamment le New Museum à New York et la Fondazione Prada à Milan. Elle est la commissaire générale de la Biennale de Venise en 2022. Elle vit à New York.

## Biographie
Née en Italie en 1977, Cécilia Alemani obtient un baccalauréat en philosophie à l'université de Milan et une maîtrise en études curatoriales au Bard College.
De 2009 à 2010, elle est directrice de la conservation de la X Initiative, à New York. C'est une organisation expérimentale à but non lucratif ; elle supervise de nombreuses expositions et événements.
Elle est en même temps cofondatrice de No Soul For Sale, festival d'artistes indépendants, d'organisations à but non lucratif et de collectifs d'artistes.
De 2012 à 2017, elle est organisatrice du Frieze Projects ; c'est la plateforme à but non lucratif de la Frieze Art Fair, qui présente de nouvelles productions d'artistes émergents et des reconstitutions d'expositions historiques.
En 2017, elle est commissaire du Pavillon italien de la Biennale de Venise. L'exposition, intitulée Il Mondo Magico (Le monde magique), présentait les artistes Giorgio Andreotta Calò, Roberto Cuoghi et Adelita Husni-Bey.
En 2018, elle est directrice artistique de la première édition d'Art Basel Cities, avec Buenos Aires. Alemani y conçoit une exposition à l'échelle de la ville, intitulée Hopscotch (Rayuela ). Cette exposition présente 18 œuvres en dialogue avec leurs lieux, reliant l'art visuel, les espaces urbains et l'histoire de la ville. Parmi les artistes participants : Eduardo Basualdo, Pia Camil, Maurizio Cattelan, Gabriel Chaile et Luciana Lamothe.
En 2019, pour Art Basel 2019, Alemani invite Alexandra Pirici à réactiver sa pièce Aggregate : œuvre immersive, avec plus de 60 performers, entourant les visiteurs ; les sons et les gestes évoquent différentes sources culturelles.
Depuis 2011, Alemani supervise le programme High Line Art, qui produit des œuvres d'art en espace public. Au cours de son mandat à High Line, elle passe des commandes à El Anatsui, Carol Bove, Rashid Johnson, Barbara Kruger, Faith Ringgold, Ed Ruscha, et Adrián Villar Rojas, entre autres artistes. Elle a organisé des expositions collectives présentant des œuvres d'artistes émergents, dont Firelei Báez, Jon Rafman, Max Hooper Schneider et Andra Ursuta.
Alemani dirige le High Line Plinth, un nouveau programme présentant des œuvres d'art monumentales ; il a débuté en juin 2019 avec Brick House, une sculpture de l'artiste Simone Leigh.

### Biennale de Venise, 2022
Le titre de cette Biennale "Le lait des rêves" est inspiré d'un livre de Leonora Carrington ; il montre l'importance qu'elle accorde aux artistes femmes surréalistes. Privilégiant les artistes femmes parmi les 213 artistes programmés, Alemani aborde également dans cette Biennale les liens entre être humain et environnement.
Lors de sa nomination en tant que commissaire et directrice artistique de la 59e Biennale de Venise en 2022, Alemani a déclaré qu'« en tant que première femme italienne à occuper ce poste, je comprends et apprécie la responsabilité ainsi que l'opportunité qui m'est offerte », ajoutant : « Je compte donner la parole aux artistes pour créer des projets uniques qui reflètent leurs visions et notre société. "

## Vie privée
Cecilia Alemani est mariée à Massimiliano Gioni, conservateur italien et critique d'art contemporain. Le couple a un fils et réside dans l'East Village, à Manhattan, à New York,.

## Publications (extraits)
Alemani contribue régulièrement à plusieurs revues internationales dont Artforum et Mousse Magazine,,, et publie une chronique hebdomadaire dans D, Repubblica depuis octobre 2019.
- Le monde magique : Padiglione Italia, Biennale Arte 2017, Venise, Marsile, 2017 (ISBN 9788831727204)
- High Art: l'art public sur la High Line, New York, Skira Rizzoli, 2015 (ISBN 0847845192)
- « L'anus solaire », dans Jakub Ziółkowski : 2000 mots, Athènes, Fondation Deste (en), 2014 (ISBN 6185039052)
- L'Annuaire de l'Initiative X, Milan, éditions Mousse, 2010 (ISBN 9788896501290)
- Indépendants de Charley (avec Maurizio Cattelan et Massimiliano Gioni), Athènes, Fondation Deste, 2010 (ISBN 9781935202318)
- Je ne suis pas là (Massimiliano Gioni), Gwangju, Fondation Biennale de Gwangju, 2010 (ISBN 9788987719115)
- Collectionner l'art contemporain (avec Andrea Bellini et Lillian Davies), Zurich, JRP Ringier, 2008 (ISBN 3037640154)
- Arte Contemporanea 7 : Ambiance, Milan, Mondadori Electra, 2008
- William Kentridge, Milan, Mondadori Electra, 2006 (ISBN 8837043635)